# Dioskurus
Dioskurus, född i Alexandria, Egypten, död 14 oktober 530 i Rom, var motpåve från 22 september till 14 oktober 530. Han var tidigare diakon i Alexandria.
Påven Felix IV utsåg själv sin efterträdare – Bonifatius II. Detta ogillades av majoriteten av kardinalerna, och dessa valde sålunda Dioskurus istället. De övriga kardinalerna utnämnde Bonifatius II till påve. 
Dioskurus avled dock efter tre veckor, och då var tvisten löst. Vatikanen meddelade 2001, att Dioskurus pontifikat kan ha varit legitimt.